# Hervormde kerk (Oudendijk)
Hervormde kerk is een kerk gelegen aan de Dorpsweg 24 in het Noord-Hollandse Oudendijk. Het eenbeukige kerkje in gotische stijl met vijfzijdige sluiting en een dakruiter aan de westzijde is gebouwd in 1648 ter vervanging van een 15e-eeuwse kerk. Deze oude kerk had in de tweede helft van de 16e eeuw grote schade had geleden. De vloer in het schip van de kerk bestaat uit oude grafstenen. De dakruiter is bekleed met houten leien.
Sinds 1971 staan zowel de kerk als de toren als rijksmonument ingeschreven in het monumentenregister.
De SOHK (Stichting Oude Hollandse Kerken) kreeg de kerk in 1982 in haar bezit en startte van 1987 tot 1989 een restauratie. Bij deze restauratie werden de toren en het dak hersteld en de fundering nagekeken.
De kerk wordt eenmaal per maand gebruikt door de Nederlands Hervormde Gemeente. Hiernaast is het in gebruik als cultureel centrum.

## Interieur
In de kerk bevinden zich een:
- preekstoel (1663)
- klankbord  (1656)
- Koperen kansellezenaar (17e eeuw)
- doopboog (17e eeuw)
- eiken doophek (17e eeuw)
- voorzangerslezenaar (1791)

Het eenklaviers orgel is in 1839 gemaakt door L. Ypma voor de kerk in Opdam met gebruikmaking van ouder materiaal. Sinds 1923 bevindt het zich in de kerk van Oudendijk.

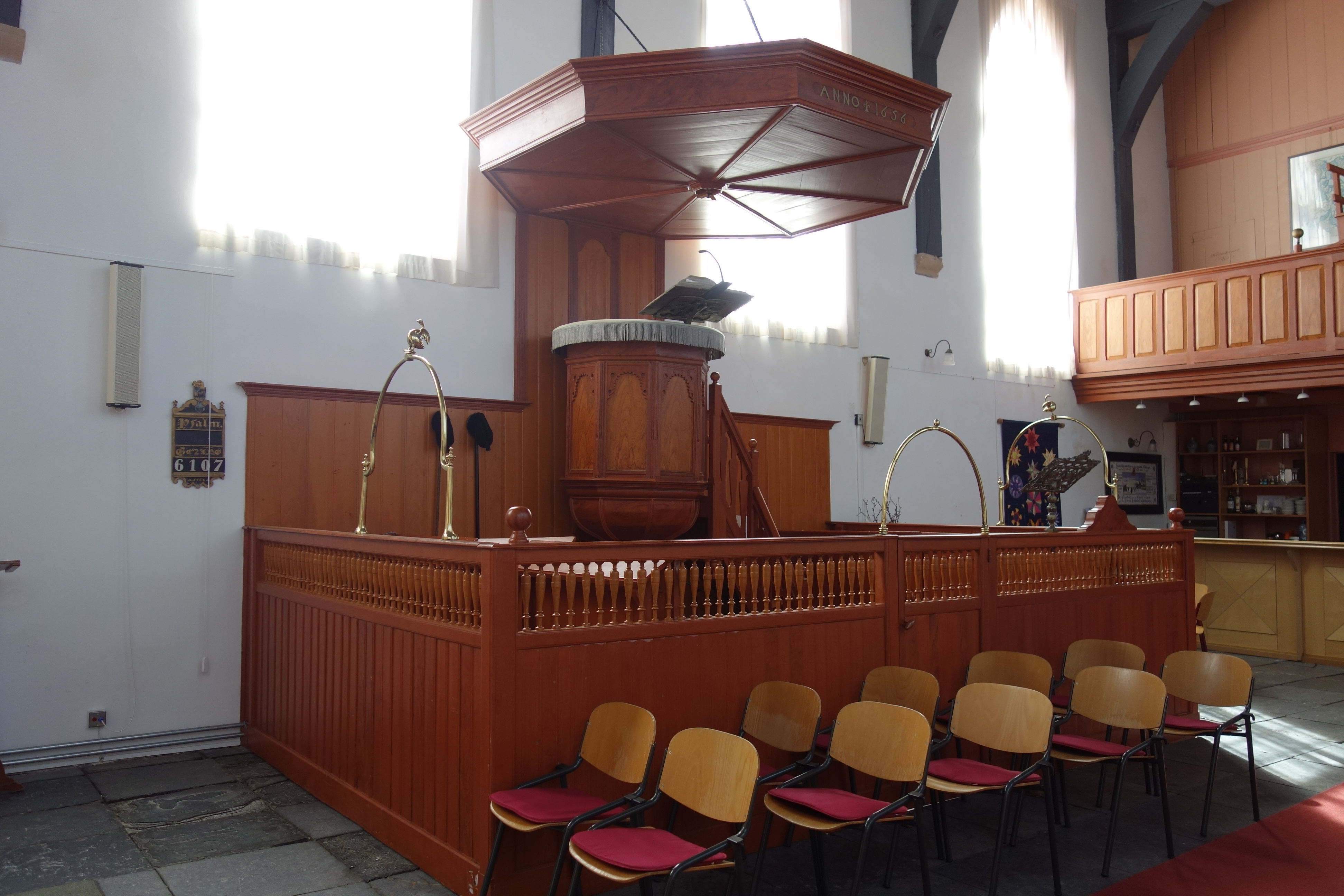
Dooptuin met preekstoel
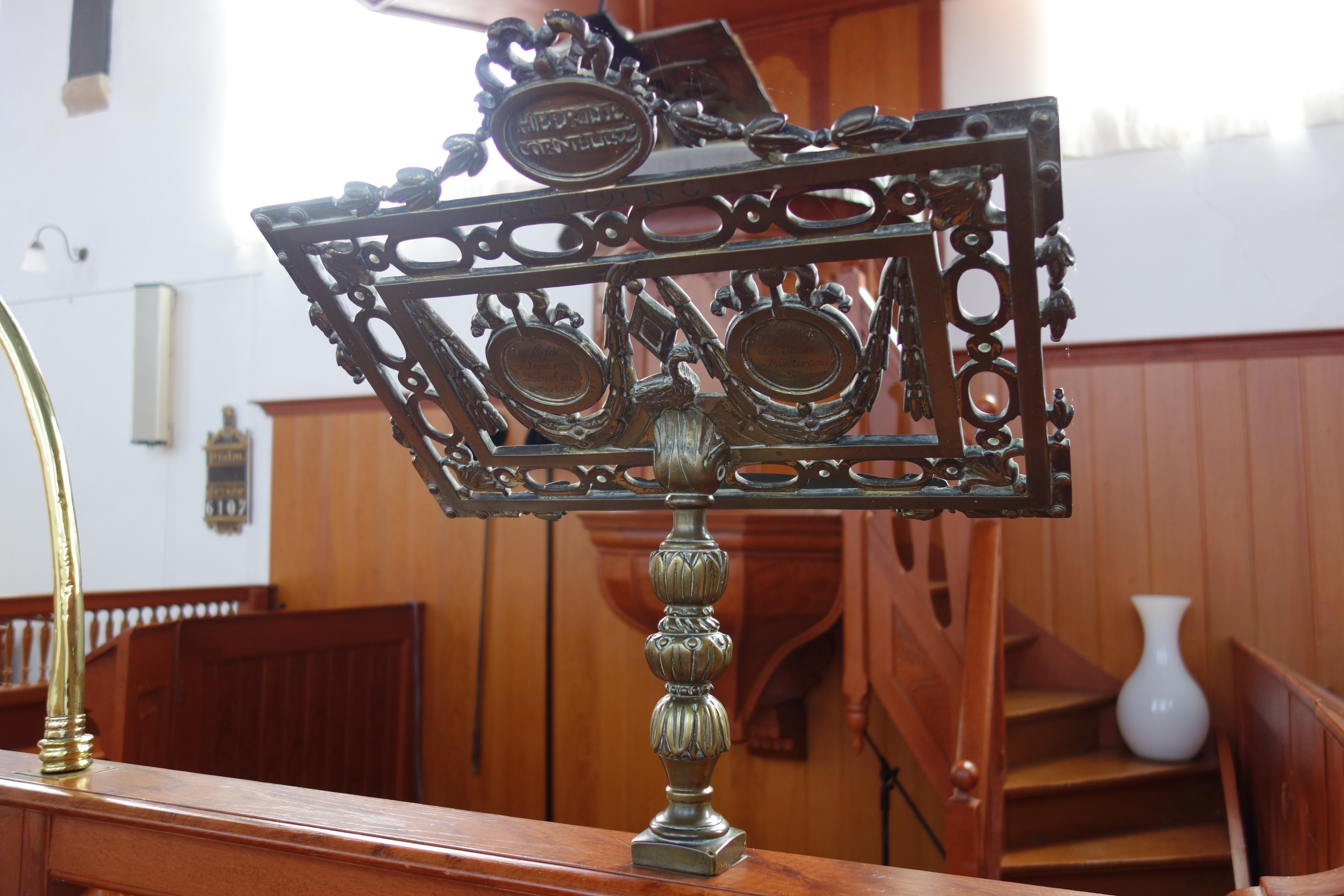
Lezenaar
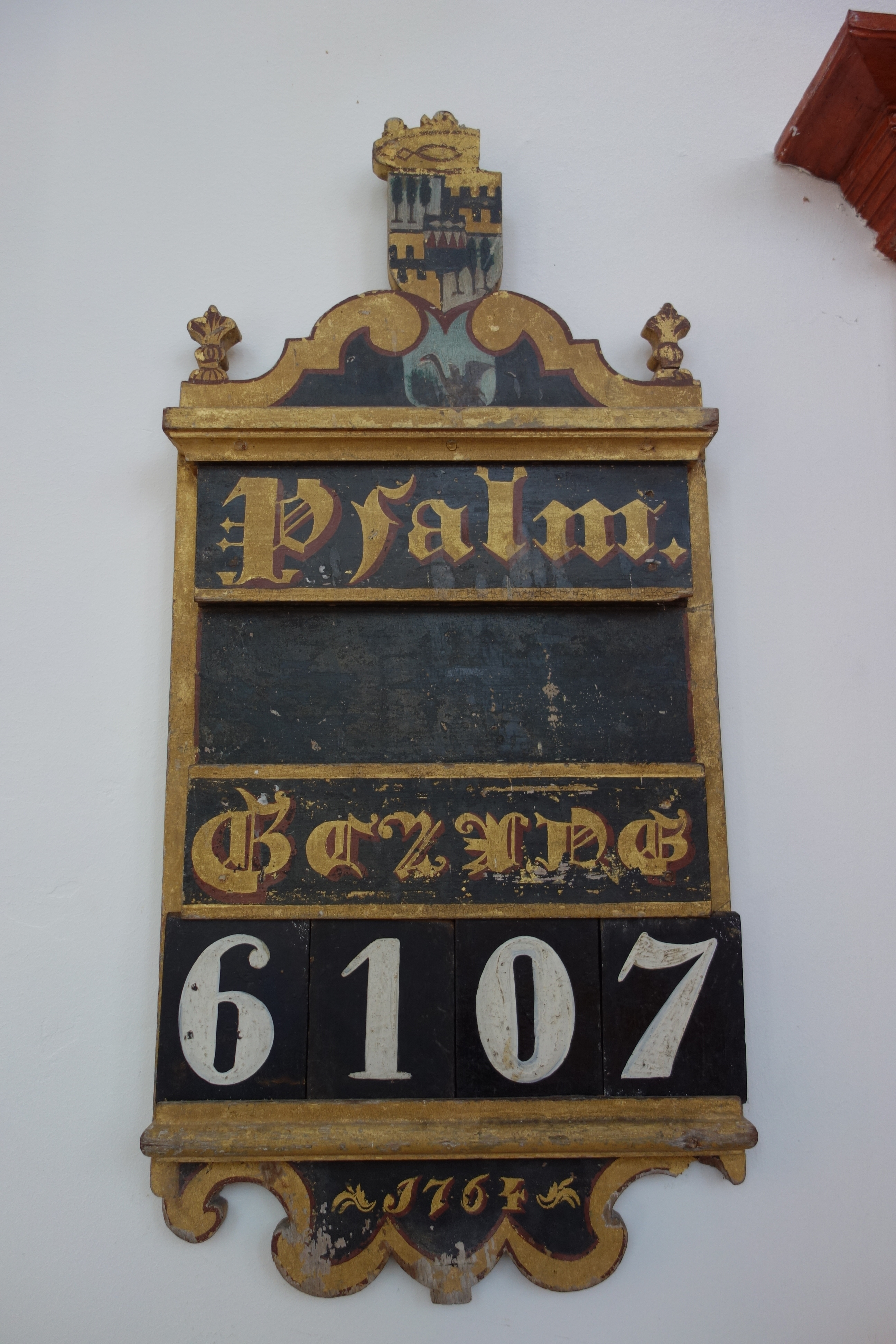
Psalmbord
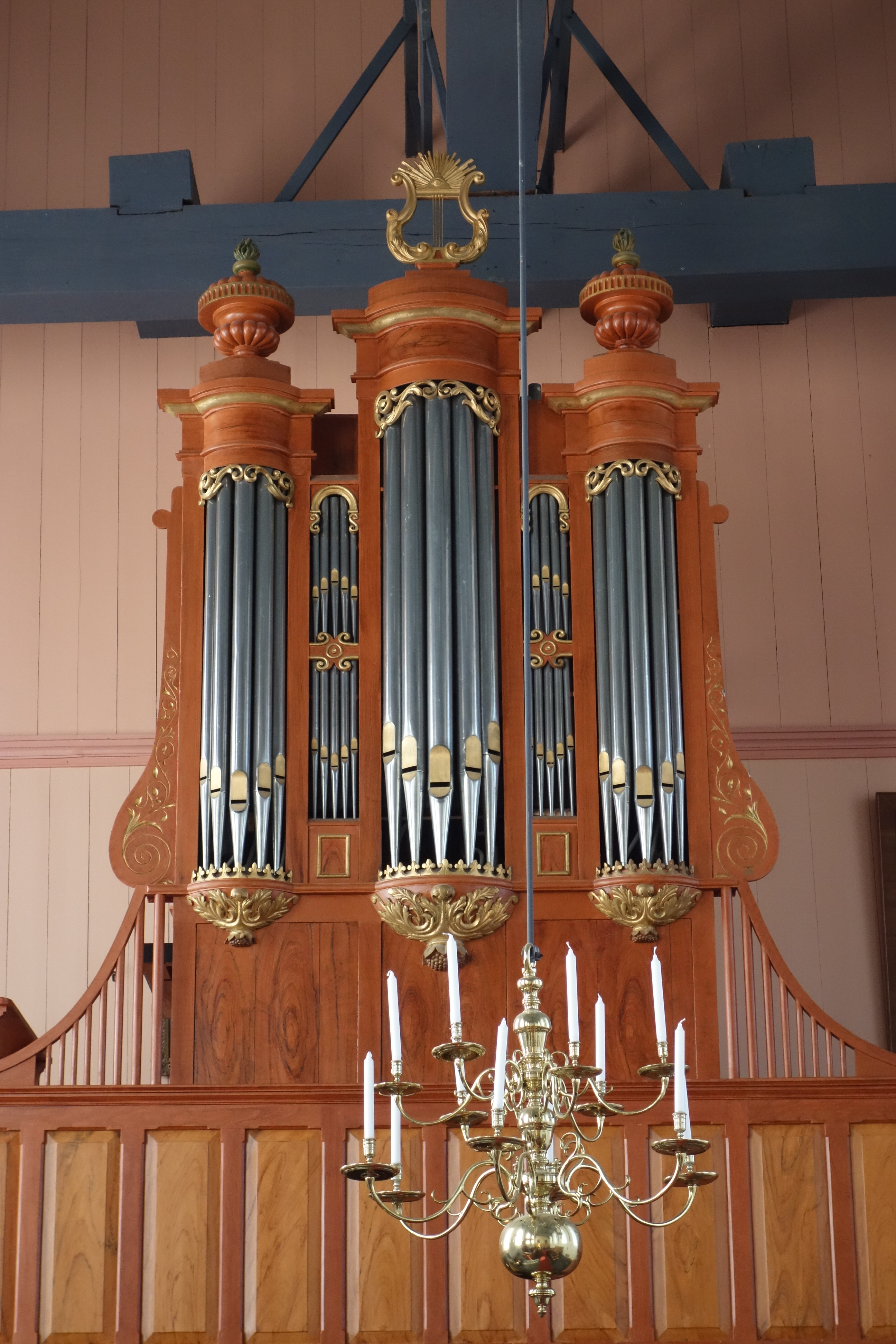
Orgel